# Necrópolis de Alcaide
La zona arqueológica de la necrópolis de Alcaide se sitúa en la ladera oriental de la Loma del Viento, dentro de los terrenos conocidos como Cortijo de Alcaide, en el término municipal de Antequera (provincia de Málaga, España). 

## Descripción
Se trata de una zona arqueológica en la que se ha constatado la existencia de una necrópolis en cuevas artificiales con corredor, excavadas en la roca. 
Por la tipología de los enterramientos y los ajuares que en ellos se han localizado se incluiría dentro de los límites cronológicos del cobre pleno y el bronce pleno. 
Se compone de 21 cuevas artificiales, con corredor, excavadas en la roca. Los corredores son simples o compuestos por diversos tramos, que pueden estar al mismo nivel o diferentes niveles separados por escalones. Las cámaras son de planta circular o ligeramente elíptica, con cubierta abovedada, en las que se han documentado nichos y cámaras secundarias. 
El ritual de enterramiento es la inhumación de carácter colectivo. Los ajuares localizados incluirían la necrópolis dentro de los límites cronológicos del cobre pleno y el bronce pleno. 
En la ladera sur se han localizado los restos de una cabaña de planta circular con suelo de adobe, que por los materiales hallados se dataría en la Edad del Cobre. Aunque los restos son escasos, demuestran la relación existente entre la necrópolis y este asentamiento.